# Helsingborggade
Helsingborggade er en beboelsesgade på Østerbro i København. Gaden er ca. 350 meter lang og går fra Bellmansgade og Landskronagade – hvis naboskab har inspireret til at navngive gaden i 1904 efter den skånske by.  I dag er der mest beboelse og gaden er også grøn: Der er masser af træer.

## Nævneværdige bygninger i gaden
På begge sider af gaden ud til Bellmansgade er det fine modernistiske hjørnehuse fra 1942 i gule mursten. De er i et afrundet formsprog, der går igen i altanerne der også har buede hjørner. Bemærk at nr. 23 vokser en etage for at flugte med den resterende husrække.
Nr. 16, Kildevæld Sogns Plejehjem  med plads til 57 beboere, er fra 1974, tegnet af Børge Nagel. Bygningen med fin tagterrasse tager elementer fra området op: Gule mursten, linjer fra nabohuset og et afdæmpet formsprog.
Nr. 8 og 10 er ens og fra 1905. De danner et indhak i gaden – spændende afsluttet med en lidt rå bagside af et hus på Thomas Laubs Gade. Her er en lille have med svenskrødt legehus. Haven er indhegnet med et flot mørkegrønt rækværk ved guldfarvede løgkuplede dutter. Et skilt siger at det er ”Jul. Chr. Frandzen Landskronagade 52, Tlf. Strandv. 55” der har lavet hegnet.
For hundrede år siden lå Landskronasgade Møbelsnedkeri i nr. 13. Der var et ismejeri (ved O.K. Jakobsen) i nr. 10. I nr. 14 lå en viktualiehandel ved E.T.C. Wilms og på anden sal boede pastor emeritus H.M.G. Rüttel. Hans Marius Georg Rüttel, født 1848, var broder til den mere berømte grønlandsfarer og præst Carl Frederik Peter Rüttel. H.M.G. Rüttel havde været sognepræst i Tornby-Vidstrup.
I midten af 1950’erne lå der en viktualiehandler i nr. 14 og E. Hindsholm var dermed én ud af ca. 1500 viktualiehandlere i København. I nr. 16 lå Rex Vægt Fabrik og Royal Kasseregisterfabrik.
De nye tider kan ses ud af nogle af beboernes stillingsbetegnelser. Den stigende turisme kastede en del arbejdspladser af sig, som fx til en Annelise Petersen i nr. 25, der var rejseleder. Og både den stigende dovenskab og handicapvenlighed nød P. Andreasen i nr. 24 godt af, for han var nemlig elevatorbesigtelsesmand.